# Giuseppe Revere
Giuseppe Prospero Revere (* 2. September 1812 in Triest; † 22. November 1889 in Rom) war ein italienischer Schriftsteller und Politiker. Er schrieb Dramen, Sonette und satirische Reiseskizzen. Eine Gesamtausgabe in vier Bänden erschien in den Jahren 1896 bis 1898.

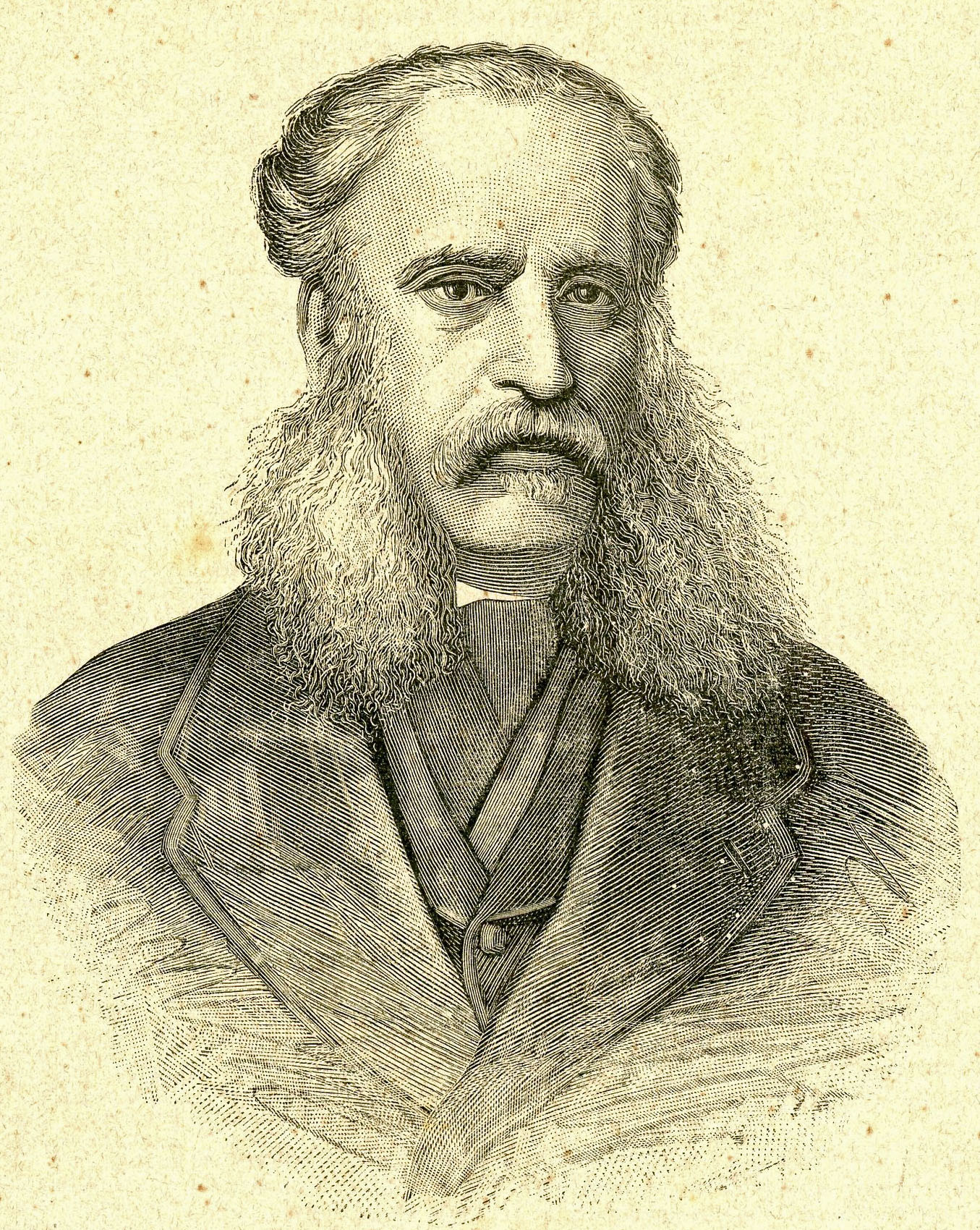
Giuseppe Revere

## Leben
Giuseppe Revere studierte in Mailand und schloss sich in der Zeit der Revolution 1848 Giuseppe Mazzini an, um für die Vereinigung Italiens zu kämpfen. Er gab viele Jahre lang das Bollettino Consolare heraus. 1869 gehörte er zu den Delegierten Italiens bei der Eröffnung des Sueskanals.
Zu seinen Werken gehören die Dramen Lorenzino de'Medici aus dem Jahr 1839, I Piagnoni e gli Arrabbiati von 1843 und Sampiero da Bastelica von 1846. Seine Gedichtsammlungen wiesen Einflüsse Heinrich Heines und Ugo Foscolos auf. Als bedeutender werden seine Reiseschilderungen angesehen, die unter den Titeln Bozzetti alpini (1857), Marine e paesi (1858) und Variazioni (1857) veröffentlicht wurden.
In Mailand ist eine Straße nach ihm benannt.